# Geelgroene vireo
De geelgroene vireo (Vireo flavoviridis) is een zangvogel uit de familie Vireonidae (vireo's).

## Verspreiding en leefgebied
Deze soort broedt in Midden-Amerika en trekt na de broedtijd naar het westelijke Amazonegebied. Er zijn vier ondersoorten:
- V. f. hypoleucus: noordwestelijk Mexico.
- V. f. flavoviridis: van noordoostelijk Mexico tot Panama.
- V. f. forreri: Maria-eilanden (nabij westelijk Mexico).
- V. f. insulanus: Pareleilanden (Golf van Panama).

## Status
De grootte van de populatie is in 2019 geschat op 2 miljoen volwassen vogels. Op de Rode lijst van de IUCN heeft deze soort de status niet bedreigd.